# Natale Borsani
Natale Borsani (Busto Arsizio, 24 settembre 1935) è un ex calciatore italiano, di ruolo centrocampista.

## Carriera
Cresce tra le file della Pro Patria, con la quale debutta in Serie A a 19 anni.
Dopo due tornei con i bustocchi nel massimo campionato si trasferisce all'Atalanta dove disputa una stagione al termine della quale passa alla Lazio.
Nella capitale non disputa nemmeno una partita. Torna così alla Pro Patria, nel frattempo scesa in Serie C, contribuendo al ritorno della squadra nel campionato cadetto.
Termina la carriera dopo quattro campionati a Busto Arsizio.

## Palmarès

### Club

#### Competizioni nazionali
- Coppa Italia: 1

Lazio: 1958
- Serie C: 1

Pro Patria: 1959-1960